# Friedrich Bayer (Unternehmer, 1851)

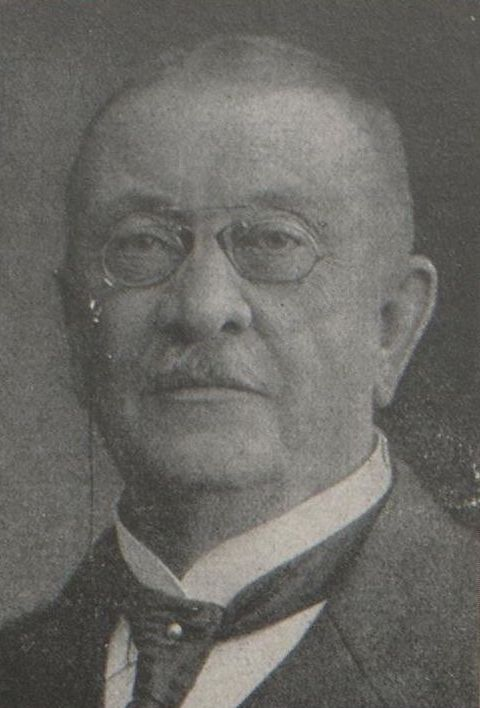
Friedrich Bayer (um 1920)

Friedrich Bayer (geboren 13. Oktober 1851 in Barmen (heute Stadtteil von Wuppertal); gestorben am 21. Juni 1920) war ein deutscher Unternehmer und als Sohn des Unternehmensgründers Friedrich Bayer der zweite Firmenchef der Elberfelder Farbenfabriken Friedrich Bayer & Co., der heutigen Bayer AG. 

## Leben

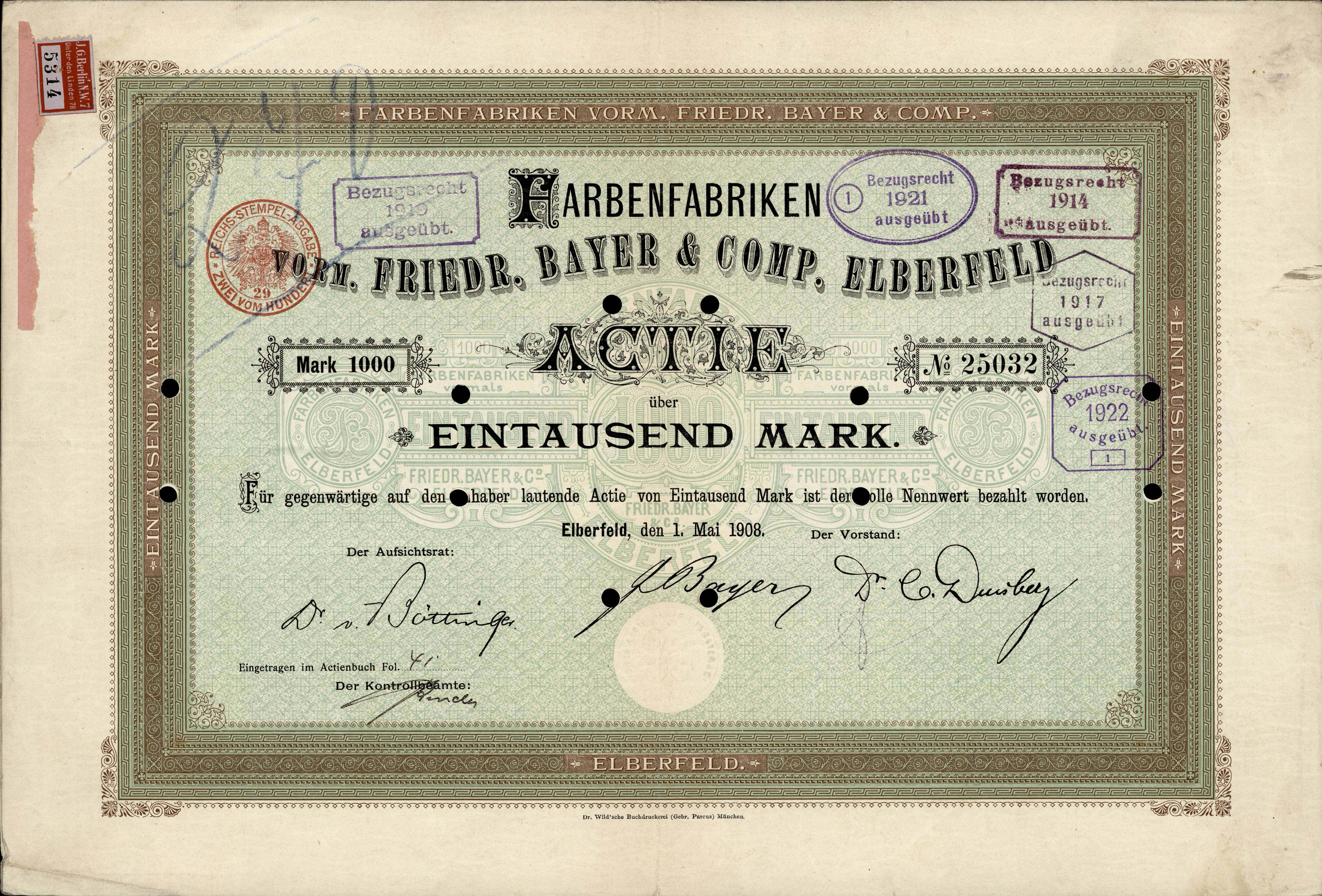
Aktie der Farbenfabriken vorm. Friedr. Bayer & Comp in Elberfeld vom 1. Mai 1908 mit Unterschrift von Friedrich Bayer

Friedrich Bayer war der Sohn von Friedrich und Caroline Juliane Bayer. Nach der Schulausbildung studierte er in Wiesbaden Chemie, um 1873 als Chemiker in der väterlichen Fabrik in Elberfeld anzufangen. Nach vierjähriger Tätigkeit wurde er 1877 Teilhaber der Firma und Leiter der chemischen Abteilung. Im Jahr 1881 wurde er nach dem Tod seines Vaters technisches Vorstandsmitglied und Geschäftsführer. Seiner Organisation waren erhebliche Verbesserungen in der Farbstoffproduktion zu verdanken. Als Chemiker forschte er selbst in einem kleinen Laboratorium und war enger Freund des zehn Jahre jüngeren Carl Duisberg. Gemeinsam mit Duisberg und Henry Theodore Böttinger führte er das Unternehmen zur Weltgeltung.
Er heiratete Anna Wolff (16. Juli 1858 bis 14. Februar 1922), nach der auch eine der Leverkusener Arbeiterkolonien benannt wurde. 1911 schied Bayer aus dem Vorstand aus, blieb jedoch stellvertretender Vorsitzender des Aufsichtsrates und beriet seinen Nachfolger Duisberg. Als Bayer 1920 im Haus seines Sohnes Richard Bayer starb, war der Export der Farbenfabriken Bayer auf einem Tiefpunkt.
Bayer war seit 1873 Mitglied, später Ehrenmitglied des Corps Saxonia Bonn. 1895 trat er als 10.000. Mitglied in den Verein Deutscher Ingenieure (VDI) ein.